# تیغ‌پشت حشره‌خوار دم‌کوتاه
تیغ‌پشت حشره‌خوار دم‌کوتاه(نام علمی: Microgale brevicaudata) نام یک گونه از سرده ریزراسویی‌ها است.